# Estación Antonio de los Heros
Antonio De los Heros fue una estación ferroviaria perteneciente al Ferrocarril Provincial de Buenos Aires, ubicada en el ramal Azul – Carlos Beguerie.

## Historia
El Ferrocarril Provincial de Buenos Aires inició sus operaciones en 1907. La estación Antonio de los Heros se encuentra indicada en el manual de estaciones de empresas asociadas de 1930, en la que se encontraba activa en ese año y emplazada en el ramal Azul - Carlos Beguerie. En el manual de estaciones de EFEA del año 1958 esta ya no figura. Según el Registro oficial de la provincia de Buenos Aires, la estación tuvo ese nombre por orden de la esposa de Esteban de los Heros, quien fue el donante de las tierras, de esta manera la señora de Campodónico le puso ese nombre en homenaje a un familiar fallecido. Con la muerte de la señora de Campodónico, la estación Antonio de los Heros fue renombrada a Campodonico.